# Hoppe kommer till stan
Hoppe kommer till stan (engelska: Mr. Bug Goes to Town) är en amerikansk animerad film från 1941 i regi av Dave Fleischer.

## Handling
Människornas framfart i trädgården där Hoppe och hans vänner bor är en fara för hela samhället, hus blir nedtrampade och brinner ned av glödande cigarettfimpar som kastas på dem. Vad ska innevånarna ta sig till? Som tur är kommer Hoppe hem igen, och han är full av bra idéer... 

## Om filmen
Filmen hade premiär den 5 december 1941 i USA och har även visats under namnet Hoppity Goes to Town. Filmtiteln är en parodi på filmtiteln Mr. Deeds Goes to Town (En gentleman kommer till stan) från 1936. 
Filmen hade svensk premiär på biograf Esplanad i Stockholm den 28 oktober 1942. Den har visats vid ett flertal tillfällen i SVT.

## Rollista i urval

### Engelska röster
- Kenny Gardner - Dick
- Gwen Williams - Mary
- Jack Mercer - Mr. Bumble / Swat
- Tedd Pierce - C. Bagley Beetle
- Carl Meyer - Smack
- Stan Freed - Hoppity
- Pauline Loth - Honey

## Musik i filmen i urval
- "We're the Couple in the Castle", musik Hoagy Carmichael, text Frank Loesser, sång Kenny Gardner
- "Katy Did, Katy Didn't", musik Hoagy Carmichael, text Frank Loesser, sång The Four Marshals med Stan Freed och Pauline Loth
- "I'll Dance at Your Wedding (Honey Dear)", musik Hoagy Carmichael, text Frank Loesser
- "Be My Little Baby Bumble Bee", musik Henry I. Marshall, text Stanley Murphy, sång Stan Freed och Pauline Loth
- "Be My Little Baby Bumble Bee", musik Henry I. Marshall, text Stanley Murphy, sång Carl Meyer och Jack Mercer med något modifierad text
- "Boy Oh Boy", musik Sammy Timberg, text Frank Loesser, sång Stan Freed, Pauline Loth, Mae Questel
- "Where Do We Go From Here", musik och text Howard Johnson och Percy Wenrich, sång Kenny Gardner (a cappella)